# Carboneras de Guadazaón
Carboneras de Guadazaón là một đô thị trong tỉnh Cuenca, cộng đồng tự trị Castile-La Mancha Tây Ban Nha. Đô thị này có diện tích là 100,65 ki-lô-mét vuông, dân số năm 2009 là 859 người với mật độ 8,53 người/km². Đô thị này có cự ly 34 km so với tỉnh lỵ Cuenca.